# الياسين (آر بي جي)
قذيفة الياسين، قذيفة مضادة للدروع، أعلنت كتائب الشهيد عز الدين القسام الجناح العسكري لحركة المقاومة الإسلامية حماس، بتاريخ 10 أكتوبر 2023م، عن تطويرها ضمن معركة طوفان الأقصى، وأطلق عليه اسم «الياسين» نسبة إلى مؤسس الحركة الشيخ أحمد ياسين.

## التعريف
هو قاذف مضاد للدروع يمكن من خلاله استهداف آليات العدو وومنشآته وتحصيناته ويعمل بشكل فعال للهجوم والدفاع ضد أهداف العدو وخاصة في الاجتياحات.

## المميزات التكتيكية
- سهل الحمل والحركة.
- خفيف الوزن.
- خفيف الارتداد.
- يرمي قذائف مضادة للدروع والأفراد.
- سهل التنشين ودقيق الإصابة خاصة للأهداف الثابتة.
- القذائف متوفرة.

## خصائص القاذف
- أقصى مدى للقذيفة 250 م.
- المدى الفعال للقذيفة 150 م.
- قذائف الأفراد ترمي لمسافة 300 م وبزاوية 45ْ.
- يخترق من الحديد المصمت 66 سم تقريباً ومؤكد بالتجربة.

## أجزاء القاذف
| الجزء            | الوظيفة                                          |
| ---------------- | ------------------------------------------------ |
| فوهة القاذف      | مكان تلقيم القذيفة بالقاذف                       |
| المجرى           | لتثبيت القذيفة وللتأكد من محاذاة الكبسولة للإبرة |
| الشعيرة الأمامية | للتنشين على الأهداف                              |
| القبضة المسدسية  | لمسك القاذف                                      |
| زر الأمان        | لتأمين القاذف وإيقاف عملية الطرق                 |
| الطارق           | يقوم بطرق الإبرة حتى تضرب الكبسولة               |
| الإبرة           | تستخدم لضرب الكبسولة                             |
| الزند            | تحرير الطارق عند الضغط عليه                      |
| حجرة الانفجار    | استيعاب احتراق الدافع بداخلها                    |
| الواقي الخشبي    | لوقاية اليدين من الحرارة                         |
| الفريضة          | يوجد بها ثلاث فتحات للتنشين حسب المسافة المطلوبة |
| القمع الخلفي     | حماية الرامي من الغازات المنبعثة                 |

## تتكون القذيفة من
1. الدافع ويتكون من الكرودايت والبارود السريع ووظيفة الدافع هو الاشتعال بسرعة ودفع القذيفة خارج القاذف.
2. الرأس الحربي والذي مهمته اختراق الدرع المُعادي وتحقيق الخسائر فيه.